# Light My Fire
«Light My Fire» es una canción de la banda norteamericana The Doors, de su álbum debut, grabado en agosto de 1966 y lanzado en enero de 1967. Alcanzó el número uno en la lista Billboard de Singles pop en 1967, y luego fue relanzado en 1968, alcanzando el número 87. La canción fue escrita por Robby Krieger (música/letra), aunque usualmente los créditos son dados a "The Doors". El teclista Ray Manzarek añadió la introducción.
La canción representa una pareja "llegando a lo más alto" (getting high), lo cual puede entenderse como una alusión a la pasión sexual pero es también un término callejero para la sensación eufórica de la gente cuando se droga; lo cual motivó que el presentador de televisión Ed Sullivan pidiese al grupo que modificase la letra si querían cantarla en su programa. Inicialmente la banda accedió, pero llegado el momento Jim Morrison hizo caso omiso y cantó la letra original.
"Light My Fire" ha sido versionada por infinidad de figuras, tanto en discos como en actuaciones en vivo. Las versiones que destacan son las de Astrud Gilberto, Will Young (cuya versión alcanzó el número uno en el Reino Unido), Amii Stewart (número 6 en el Reino Unido en 1979, y número 8 en el remix de 1985), José Feliciano (Grammy en 1969 por la mejor canción pop del año), Nancy Sinatra, Julie Driscoll & the Brian Auger Trinity, Santana, Shirley Bassey, Cibo Matto, Divididos, UB40, Massive Attack, Amorphis, Hide, Minnie Riperton, Stevie Wonder, Al Green, Ananda Shankar y Train (aparece en el compilado Stoned Immaculate: The Music of The Doors). Incluso viejas divas de Hollywood como Marlene Dietrich y Mae West la han cantado.
"Light My Fire" es un buen ejemplo del rock psicodélico, y marca los principios básicos de lo que será el jazz rock de los setenta, pero siempre cimentado en el blues. Buena muestra de ello son los largos y, aparentemente, improvisados solos (por esto la canción fue acortada de siete a tres minutos para su versión de la radio). Su progresión armónica y ritmo pegajoso (particularmente la introducción de Ray Manzarek) lo hicieron que vendiera rápidamente en los mercados pop.
Se destaca particularmente una aparición de The Doors en The Ed Sullivan Show. Se les pidió que cambiaran ciertas partes de la letra, específicamente la línea "nena, no podríamos habernos colocado más" a "nena, no podríamos haberlo hecho mejor" ("girl, we couldn't get much higher" a "girl, we couldn't get much better"), para hacerlo más adecuado para una audiencia "de costa a costa". La banda prometió hacerlo, pero según Jim Morrison, olvidó cambiar la letra en el último momento, y cantó la versión original. Él atribuye este hecho a que estaba muy nervioso. Sin importar los aplausos del público, Ed Sulivan estaba tan molesto que se negó a estrechar la mano de Morrison cuando bajó del escenario, y la banda quedó vetada de aparecer de nuevo en el show. Morrison comentó, "Hey, simplemente hicimos el show de Sullivan".
Otra anécdota con esta canción fue cuando la compañía de autos Buick quería usar la canción en un comercial de TV con la letra "Come on, Buick, light my fire" y le ofreció al grupo alrededor de US$100.000. Densmore, Manzarek y Krieger aceptaron mientras Jim Morrison estaba fuera de la ciudad, pero cuando volvió y se dio cuenta de esto, rompió el trato de inmediato.
Esta canción estuvo número 35 en la lista de Rolling Stone de las 500 mejores canciones de todos los tiempos.

## Músicos
- Jim Morrison - voces
- Ray Manzarek - órgano y piano eléctrico de bajo
- Robby Krieger - guitarra eléctrica
- John Densmore - batería

músico invitado
- Larry Knechtel - bajo

## La versión de José Feliciano
El vocalista y guitarrista José Feliciano experimentó cierto éxito internacional cuando lanzó su propia versión de "Light My Fire" en 1968. Su versión mezcla el sonido del rock estadounidense, con sus influencias latinas, y un poco de guitarra clásica y flamenco. Este sencillo le ayudó con el éxito de su álbum Feliciano!, qué fue nominado para algunos Premios Grammy. El arreglo de José Feliciano influenció varias versiones que vinieron después, incluyendo la de Will Young. El compositor Robby Krieger dijo en una entrevista sobre la versión: "Es realmente una gran sensación haber escrito un clásico. Creo que tengo una gran deuda con José Feliciano porque en realidad fue él, cuando la versionó, todos comenzaron a hacerlo. Hizo un arreglo totalmente diferente".

## Otras versiones destacadas
- En México el grupo de rock Los Ovnis incluye una versión en español, "Enciende mi fuego", en su álbum Hippies (Discos Peerless, 1968). También el grupo mexicano de rock Los Strangers hace una adaptación en español de la pieza, con el título de "Prende mi fuego" (Discos Orfeón, 1968).

- En el año 1969 el cantante estadounidense Stevie Wonder incluye una versión en su aclamado LP My Cherie Amour

- En el año 1970 la cantante Shirley Bassey incluye una versión en la cara B de su disco "Something"

- El cantante británico ganador de Pop Idol, Will Young versionó en 2002 en su álbum debut From Now On. Obtuvo la primera posición en el Reino Unido[8] y recibió el disco de oro en ese mismo país[9] y en Italia.[10]

- En Argentina, la banda Divididos hace una versión en su disco 40 dibujos ahí en el piso, y una versión en vivo en el disco Viveza Criolla.

- También existe una versión en metal, de la banda finlandesa Amorphis.

- Skrillex - Breaking a Sweat también tiene mucha influencia con esta canción, ya que el artista la realiza con ray manzarek. y utilizan algunos arreglos musicales de ella.
- En la película Náufrago,  luego de varios intentos, Tom Hanks logra encender el fuego. Demuestra su alegría cantando un trozo de esta canción y bailando alrededor de una gran llamarada.